# 沃羅涅日1號站
沃羅涅日1號站（俄语：Воронеж I）是俄羅斯沃羅涅日州首府沃羅涅日的主要鐵路車站，為東南鐵路局的樞紐車站。

## 歷史
1868年，連接沃羅涅日和莫斯科之間的鐵路完工，沃羅涅日的第一座車站大樓則於1869年啟用，二戰期間被德軍炸毀。
現今的車站大樓建於1954年，由莫斯科建築師Skarzhinsky的在蘇聯建築學院的領導下建造。